# Beigekindad skogstrast
Beigekindad skogstrast (Catharus ustulatus) är en fågel som tillhör familjen trastar. Arten häckar i Nordamerika och övervintrar i Central- och Sydamerika. Som tillfällig gäst uppträder den mycket sällsynt i Europa, med bland annat ett fynd i Sverige.

## Utseende och läte

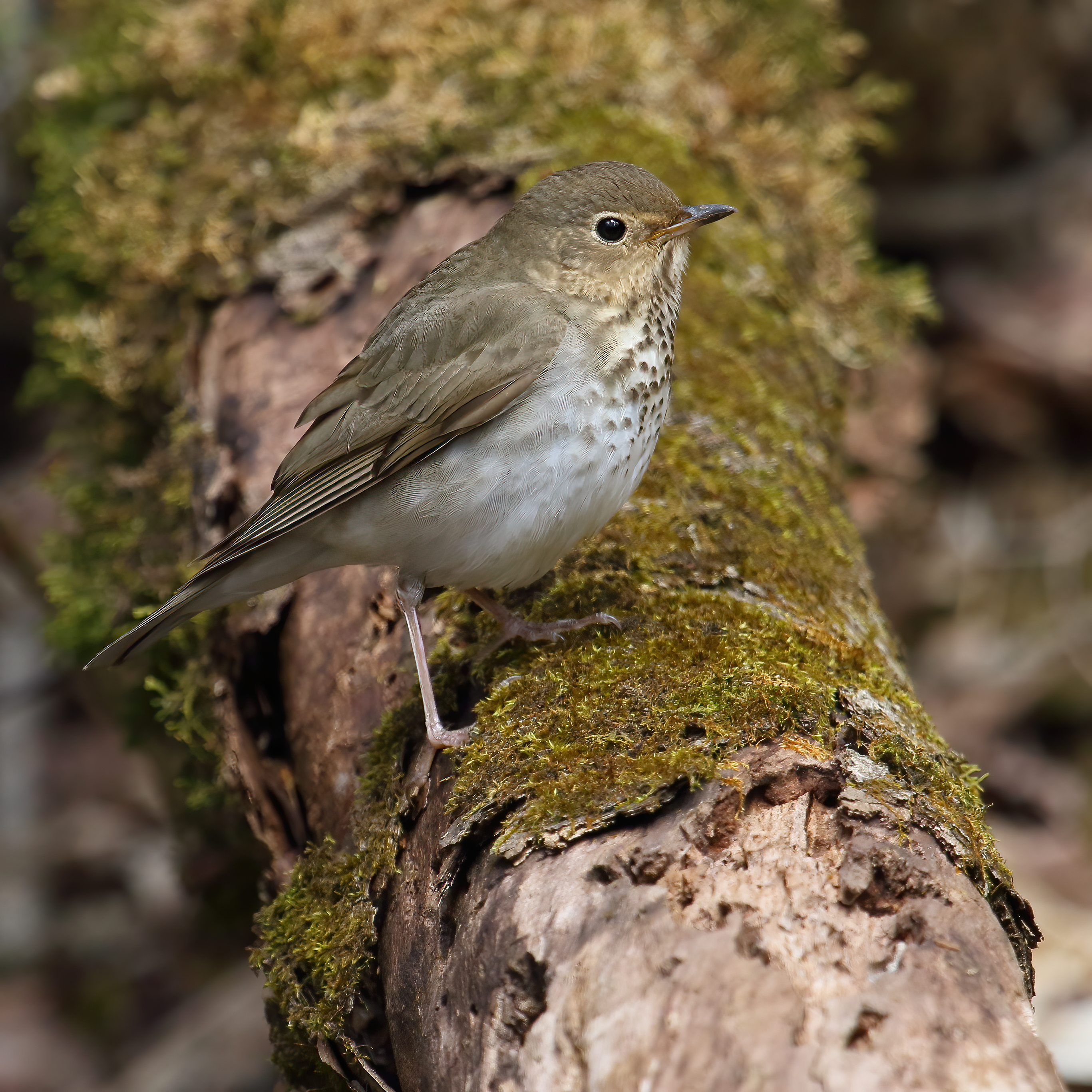

Beigekindad skogstrast är en medelstor trast som mäter 16–18 cm på längden. Den har en tydlig teckning på vingundersidan som går i vitt-mörkt-vitt och som är karaktäristiskt för arterna inom släktet Catharus. Adulta individer är bruna på ovansidan och vita på undersidan med bruna kroppssidor. På bröstet, och runt ögat, är den ljust gulbrunt med mörka fläckar och den har ett tunt mörkt strupsidstreck. De har rosa ben och ljus orbitalring. De östra underarterna är mer olivbruna på ovansidan medan de västra är mer rödbruna. Dess sång är en snabb serie av flöjtlika toner i stigande tonhöjd.

## Utbredning och systematik
Beigekindad skogstrast häckar i norra Nordamerika. Den är en flyttfågel som övervintrar i Syd- och Centralamerika. Fågeln delas numera upp i sex underarter med följande utbredning:
- ustulatus-gruppen	
  - Catharus ustulatus ustulatus – häckar utmed sydöstra Alaskas kust till södra Oregon; övervintrar så långt söderut som till västra Mexiko
  - Catharus ustulatus phillipsi – häckar på Haida Gwaii, British Columbia, Kanada; övervintrar från Mexiko till norra Nicaragua
  - Catharus ustulatus oedicus – häckar i Kalifornien (kustberg österut till Sierra Nevadas västsluttning); övervintrar från nordvästra Mexiko till Nicaragua
- swainsoni-gruppen
  - Catharus ustulatus incanus – häckar i centrala och östra Alaska och nordvästra Kanada (söderut till norra British Columbia och nordcentrala Alberta)breeds in central and eastern Alaska and northwestern Canada (south to northern British Columbia and north central Alberta); övervintrar i Sydamerika (Colombia till Peru)
  - Catharus ustulatus appalachiensis – häckar i nordöstra USA (New Hampshire och centrala New York söderut till Virginia); övervintrar i Sydamerika (Colombia till Peru)
  - Catharus ustulatus swainsoni – häckar från västra Kanada (British Columbia och Alberta) söderut till Great Basin-området och nordcentrala och nordöstra norra USA (norr om appalchiensis) och österut till östra Kanada; övervintrar från Panama söderut till Bolivia och nordvästra Argentina

Sedan 2016 urskiljer Birdlife International och naturvårdsunionen IUCN underartsgruppen swainsonii som den egna arten Catharus swainsoni.

### Uppträdande utanför utbredningsområdet
Beigekindad skogstrast är en mycket sällsynt gäst i nordöstra Asien och i Europa. I Europa har den oftast uppträtt i oktober, med merparten av fynden i Storbritannien vid uppåt ett 50-tal tillfällen och i Azorerna, men även i Irland, Belgien, Frankrike, Spanien, Tyskland, Irland, Italien och så långt österut som Ukraina år 1893. Under en och samma dag, 19 oktober 2023, gjordes hela 14 fynd av arten i Azorerna. Den har även påträffats i alla nordiska länder, däribland i Sverige, i november 1995 på Sollerön i Dalarna.

## Ekologi
I merparten av sitt häckningsområde förekommer den främst i barrskog med tät undervegetation men utmed Stillahavskusten häckar den även i lövskog. De födosöker på marken, men även uppe i trädkronorna. Den lever främst av insekter, frukt och bär. De placerar sitt skålformiga bo på en horisontell gren uppe i ett träd.

## Status
IUCN bedömer hotstatus för båda underartsgrupper (eller arter) var för sig, båda som livskraftiga.

## Namn
Sitt engelska namn Swainson's Thrush har arten fått efter den engelske ornitologen William Swainson.